# Joseph de Verdilhac
Joseph Antoine Sylvain Raoul de Verdilhac (Brive-la-Gaillarde, 20 septembre 1883 - Meudon, 6 décembre 1963,) est un général français.

## Biographie
Fils de Saint-Cyrien, lui-même Saint-Cyrien de la promotion : "Centenaire d'Austerlitz"  (à l'instruction de 1904 à 1906) où il est devenu proche du général Legentilhomme bien qu'ils se soient retrouvés adversaires lors de la campagne de Syrie,.  
Marié le 18 septembre 1907 à Montpellier (Hérault) avec Germaine Fournel (13 décembre 1883,  Montpellier (Hérault) - 17 janvier 1969, Meudon (Hauts-de-Seine)), il est le père d'Yves de Verdilhac, plus connu sous son nom d'auteur Serge Dalens et de Monique de Verdilhac.

## Première Guerre mondiale

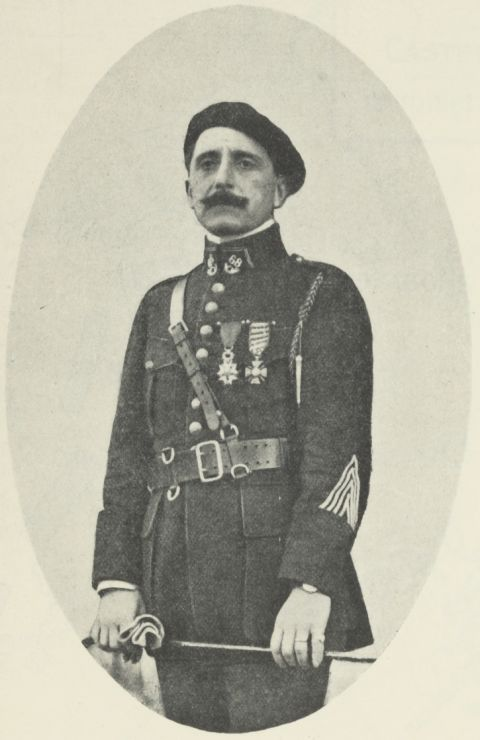
Le chef de bataillon Verdilhac, commandant le, en 1918-1919.

Durant le premier conflit mondial, Joseph de Verdilhac, prend en 1918 le commandement du 68e bataillon de chasseurs alpins.  
En 1919, il rejoint la 40e Promotion de École de guerre. Il aurait dû être admis en 1914, si la promotion n'avait pas été ajournée à cause de la Première Guerre mondiale[réf. souhaitée]. 
En 1935, il devient colonel du 158e régiment d'infanterie. C'est à cette période que le régiment accueille Pierre Joubert. C'est donc à cette période que Joubert se rapproche de la famille Verdilhac.

## Seconde Guerre mondiale

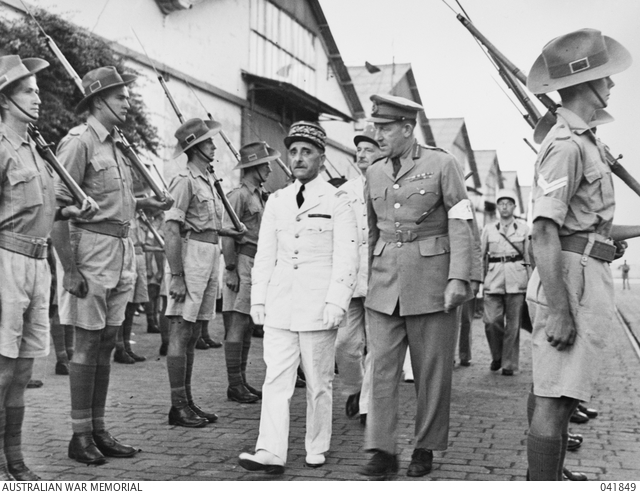
Le général de Verdilhac avec le général australien Chrystall à Beyrouth en septembre 1941, inspectant le rembarquement des troupes de l'armée de Vichy selon les termes de l'armistice de Saint-Jean-d'Acre.

Général de brigade le 24 juin 1938, commandeur de la Légion d'honneur le 29 juin 1939, il est promu général de division le 20 février 1941.
Chef d'état-major de la 6e Région Militaire en 1938, il commande la 6e Division d'Infanterie Nord-Africaine pendant la campagne de France de 1940, puis il est commandant en chef des forces terrestres au Levant pendant la Campagne de Syrie.
Il représente Vichy lors des négociations de Saint-Jean-d'Acre en 1941.
Il participe au complot de l'évasion de Königstein du général Giraud en 1942.

## Distinctions
- : Commandeur de la Légion d'honneur
- : Croix de guerre 1914-1918